# Björklidtjärnarna (Lycksele socken, Lappland, 721246-161387)
Björklidtjärnarna är en sjö i Lycksele kommun i Lappland och ingår i Umeälvens huvudavrinningsområde.